# Genoplesium calopterum
Genoplesium calopterum är en orkidéart som först beskrevs av Heinrich Gustav Reichenbach, och fick sitt nu gällande namn av David Lloyd Jones och Mark Alwin Clements. Genoplesium calopterum ingår i släktet Genoplesium och familjen orkidéer.
Artens utbredningsområde är Nya Kaledonien. Inga underarter finns listade i Catalogue of Life.